# Новоникольский сельсовет (Шарлыкский район)
Новоникольский сельсовет — сельское поселение в Шарлыкском районе Оренбургской области Российской Федерации.
Административный центр — село Новоникольское.

## История
9 марта 2005 года в соответствии с законом Оренбургской области № 1919/356-III-ОЗ образовано сельское поселение Новоникольский сельсовет, установлены границы муниципального образования.

## Население
| 2010 | 2012 | 2013 | 2014 | 2015 | 2016 | 2017 |
| ---- | ---- | ---- | ---- | ---- | ---- | ---- |
| 300  | ↗303 | ↘301 | ↘295 | ↘292 | ↗296 | ↘286 |
| 2018 | 2019 | 2020 | 2021 |      |      |      |
| ↘279 | ↗285 | ↘273 | ↘266 |      |      |      |

## Состав сельского поселения
| № | Населённый пункт | Тип населённого пункта       | Население |
| - | ---------------- | ---------------------------- | --------- |
| 1 | Новоникольское   | село, административный центр | 255       |
| 2 | Самойловский     | хутор                        | 45        |